# کارل پیلکینگتون
کارل پیلکینگتون (انگلیسی: Karl Pilkington؛ زادهٔ ۲۳ سپتامبر ۱۹۷۲) هنرپیشه اهل انگلستان است. وی از سال ۱۹۹۸ میلادی تاکنون مشغول فعالیت بوده‌است.